# 린 바리
린 바리(Lynn Bari, 1913년 12월 18일 ~ 1989년 11월 20일)는 미국의 배우, 영화배우이다.

## 영화
- FBI (1965년)
- 페리 메이슨 (1957년)
- 프란시스 조인스 더 WACS (1954년)
- 내 사랑 지니 (1952년)
- 해스 애니바디 신 마이 겔 (1952년)
- 아이드 클림 더 하이스트 마운틴 (1951년)
- 캡틴 에디 (1945년)
- 헬로우 프리스코, 헬로우 (1943년)
- 오케스트라 와이브즈 (1942년)
- 차이나 걸 (1942년)
- 선 밸리 세레나데 (1941년)
- 혈과 사 (1941년)
- 릴리언 러셀 (1940년)
- 유 캔트 해브 에브리씽 (1937년)
- 웨이크 업 앤 라이브 (1937년)
- 온 더 에비뉴 (1937년)
- 위 윌리 윙키 (1937년)
- 프라이빗 넘버 (1936년)
- 푸어 리틀 리치 걸 (1936년)
- 싱, 베이비, 싱 (1936년)
- 희극의 왕 (1936년)
- 다우팅 토머스 (1935년)
- 명랑한 사기 (1935년)
- 뮤직 이즈 매직 (1935년)
- 메트로폴리탄 (1935년)
- 조지 화이트의 1935 스캔달 (1935년)
- 웨이 다운 이스트 (1935년)
- 컬리 탑 (1935년)
- 스탠드 업 앤 치어! (1934년)
- 365 나이츠 인 헐리우드 (1934년)
- 미트 더 바론 (1933년)
- 댄싱 레이디 (1933년)